# Speak Out Now
Singles de Oh Land
"White Nights"
(2011)
Pistes de Oh Land
"Rainbow"
(11) "Twist"
(13)
Speak Out Now est une chanson de l'artiste danoise Oh Land, issue de la réédition de son deuxième album. Cette chanson est sortie sur iTunes le 28 novembre 2011. Ce single est également certifié disque d'or au Danemark. Le titre sert de générique à la série danoise Rita.

## Clip
Le clip est sorti sur YouTube le 8 février 2012, celui-ci dure 3:32.

## Liste des pistes
| No | Titre         | Durée |
| -- | ------------- | ----- |
| 1. | Speak Out Now | 3:28  |